# 同朋大学
同朋大学（どうほうだいがく、英語: Doho University、公用語表記: 同朋大学）は、愛知県名古屋市中村区稲葉地町7-1に本部を置く日本の私立大学。1826年創立、1950年大学設置。大学の略称は同朋。
建学の精神は親鸞が説いた「同朋和敬」である。

## 沿革
- 1826年（文政9年）  名古屋東本願寺掛所内に「閲蔵長屋」を開設。
- 1921年（大正10年）  尾張中学校に専門学校令に基づく真宗専門学校を設置。
- 1950年（昭和25年）  新制大学令により大学に昇格して東海同朋大学が開学。仏教学部仏教学科。校舎を現在地に移転。
- 1955年（昭和30年）  教職課程設置認可（国語・社会・宗教）。
- 1959年（昭和34年）  同朋大学と名称変更。
- 1961年（昭和36年）  仏教学部を文学部と改め、社会福祉学科を増設。
- 1964年（昭和39年）  国文学科を増設。
- 1968年（昭和43年）  社会福祉学科に保母課程を設置。
- 1969年（昭和44年）  教職課程に養護学校教諭増設。
- 1984年（昭和59年）  社会福祉学部社会福祉学科設置認可。
- 1991年（平成3年）  視聴覚研究部が正力松太郎賞奨励賞を受賞。
- 1994年（平成6年）  文学部仏教学科・国文学科を仏教文化学科・日本文学科に名称変更。
- 2003年（平成15年）  大学院文学研究科開設。
- 2004年（平成16年）  大学院人間福祉研究科開設。
- 2005年（平成17年）  大学院文学研究科博士後期課程開設。
- 2005年（平成17年）　文学部日本文学科を人間文化学科に改組し、社会福祉学科は社会福祉専攻と幼児福祉専攻の2専攻となる。
- 2009年（平成21年）  文学部仏教文化学科・人間文化学科を仏教学科・人文学科に、社会福祉学科幼児福祉専攻を子ども学専攻に名称変更。

### 移転計画
2028年（令和10年）頃を目処として、名古屋市港区の旧名古屋競馬場跡地を再開発したエリアにキャンパスを移転させる計画があった。エリア内に場外馬券売り場が残ることなどを理由として、2021年（令和3年）11月に計画の中止が発表された。

## 学部・学科

### 文学部
- 仏教学科
  - 真宗学
  - 仏教史学
- 人文学科
  - 日本文学専攻
  - 歴史文化専攻
  - 現代教養専攻

### 社会福祉学部
- 社会福祉学科
  - 心理学専攻（2024年4月開設）
  - 社会福祉専攻
  - 子ども学専攻

### 別科
- 仏教専修
東海専修学院から改組して1986年に開設された全日制、修業年数1年の課程である。
真宗学、仏教史などを集中して学ぶ。
真宗大谷派教師資格が取得できる。

## 大学院
- 人間学研究科
  - 仏教人間学専攻

博士前期（修士）課程　(仏教文化分野・人間福祉分野・臨床心理分野)
博士後期課程　(仏教文化分野・臨床心理分野)

## 施設

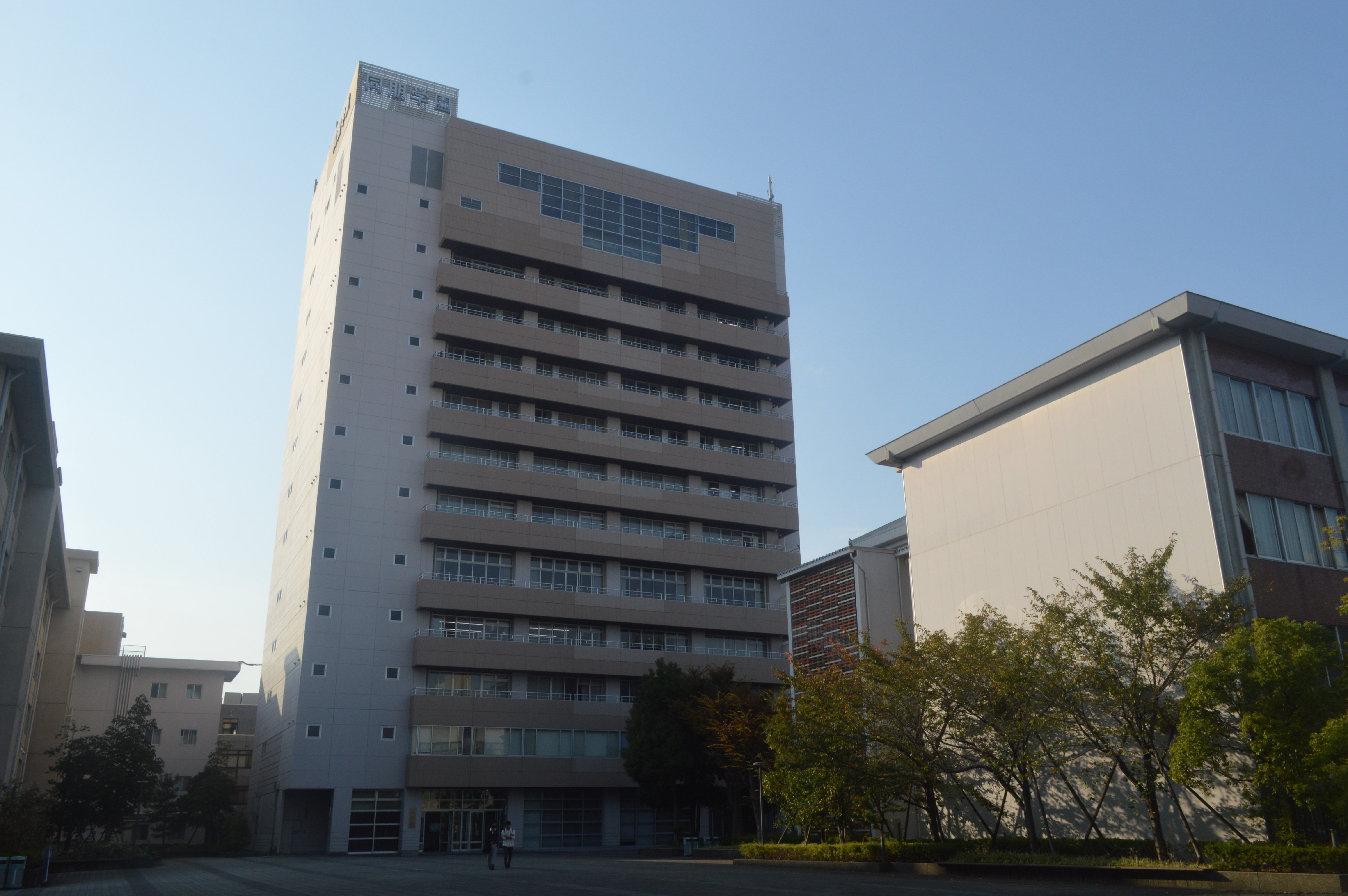
成徳館

- 成徳館
  - 大ホール

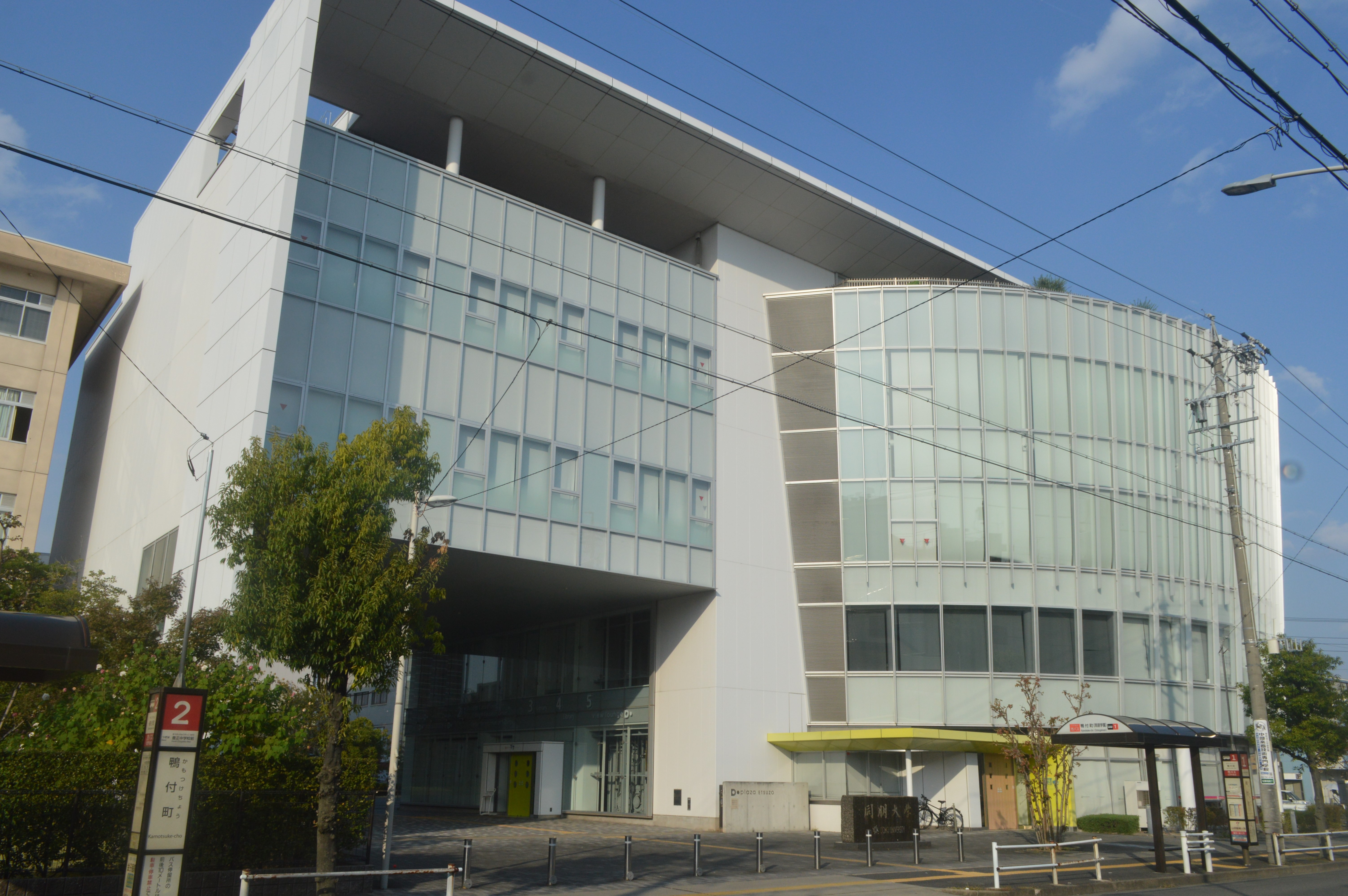
Doプラザ閲蔵
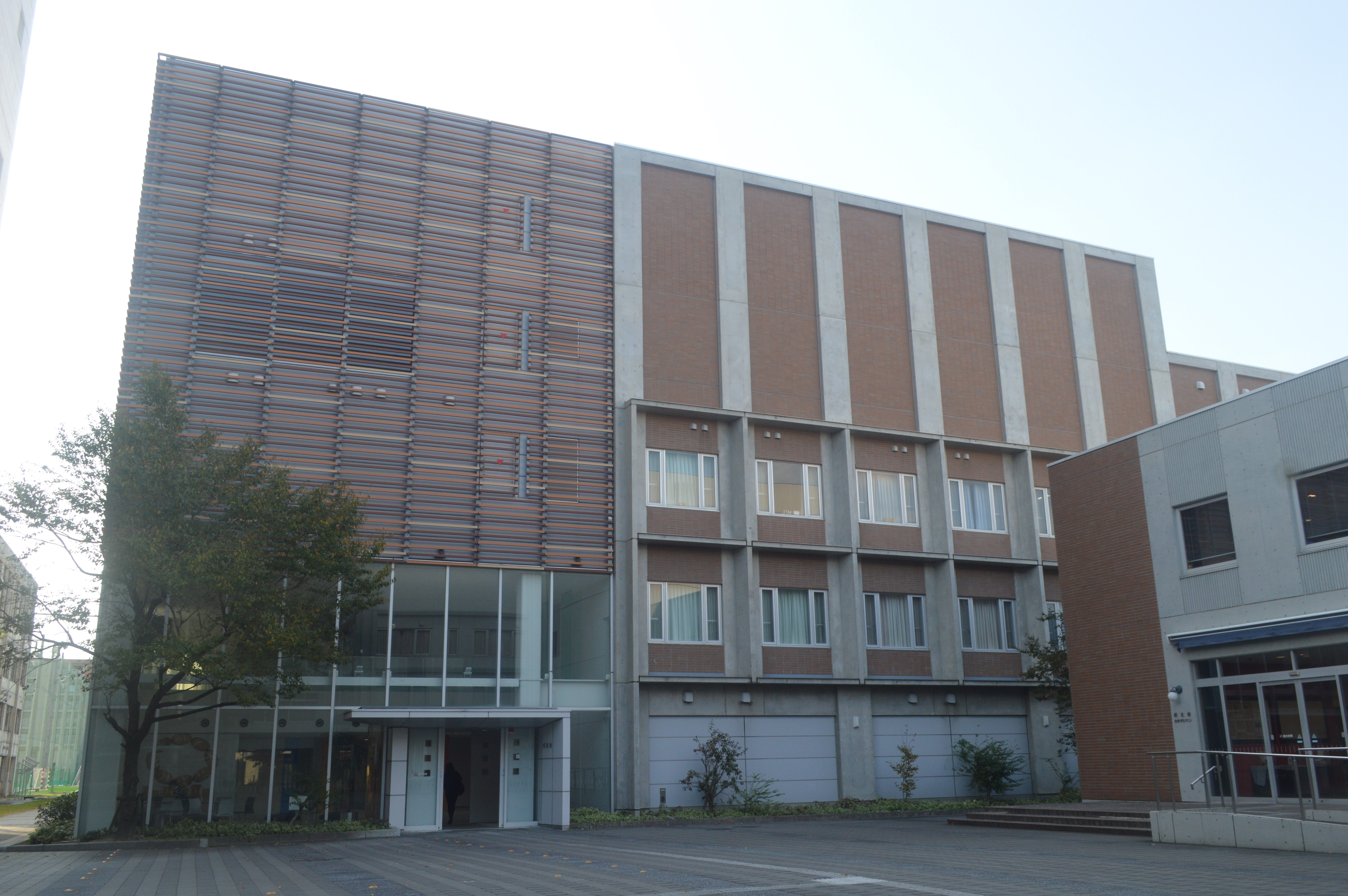
博聞館
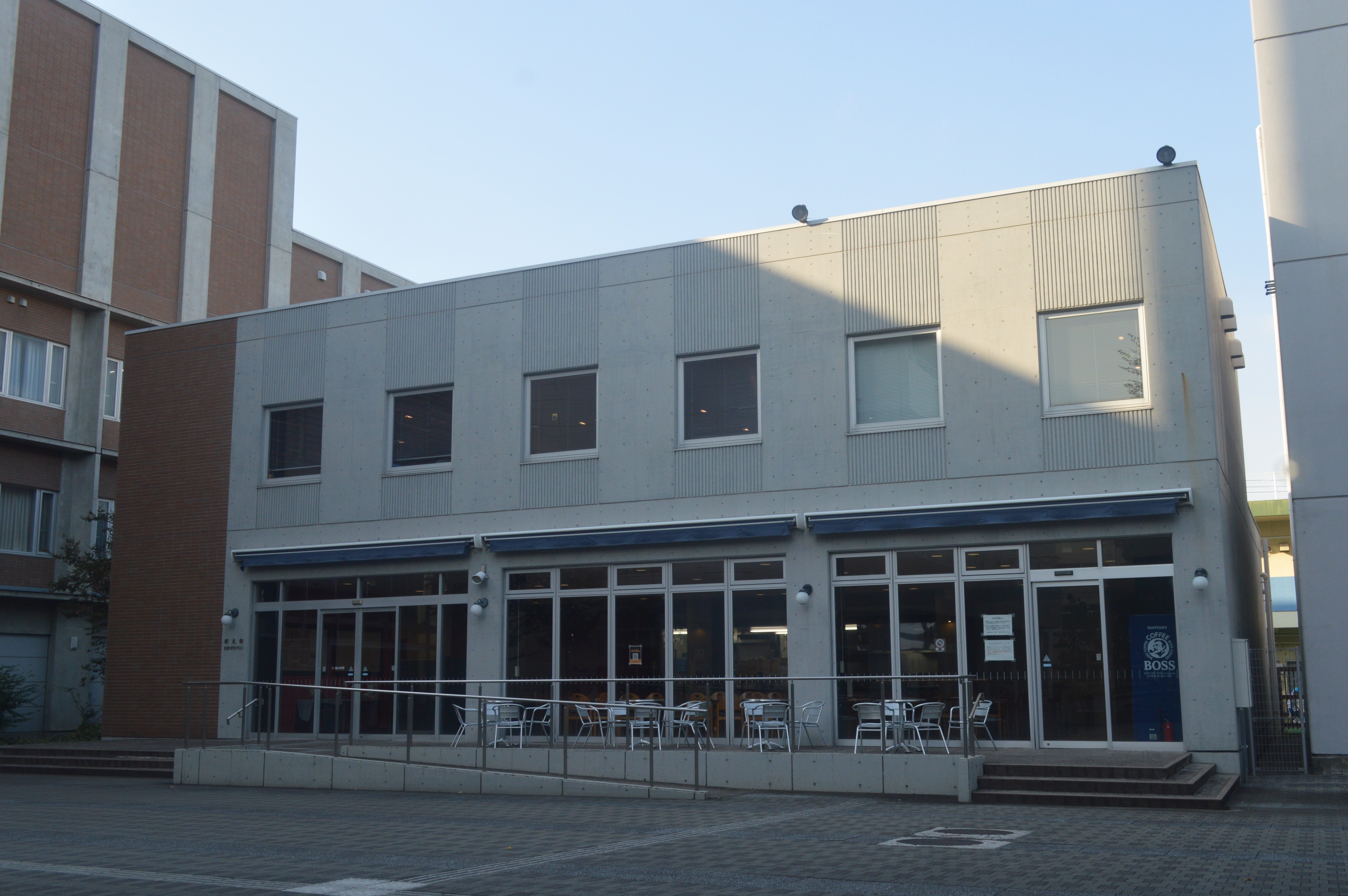
勝友館（学生食堂）
  - 同朋大学附属図書館
  - 仏教文化研究所
  - 多目的ホール
  - ギャラリー
  - Yショップ
- 博聞館
- 勝友館（学生食堂）
- 善友館
- 体育館
- グラウンド
- 同朋幼稚園

- Doプラザ閲蔵
- 博聞館
- 勝友館（学生食堂）

## 付置機関
- 仏教文化研究所
- “いのちの教育”センター
- 心理臨床センター

## 著名な人物

### 研究者
- 池田勇諦 - 元学長・名誉教授
- 田代俊孝 - 元大学院文学研究科長・名誉教授・仁愛大学学長
- 菱木政晴 - 文学部特別任用教授
- 伊東眞理子 - 客員教授

### 出身者
- 大橋弘政 - プロボクサー OPBF東洋太平洋スーパーバンタム級元王者
- ko-dai - アーティスト（ソナーポケットメンバー）
- 豊田清 - 元プロ野球選手（西武ライオンズ→読売ジャイアンツ→広島東洋カープ）
- 馬渕隆雄 - 元プロ野球選手（西武ライオンズ）、現硬式野球部監督
- 宮地寧々 - 女子競輪選手

## 系列校
- 名古屋音楽大学
- 名古屋造形大学
- 同朋高等学校
- 同朋大学附属同朋幼稚園

## 交通
- 名古屋市営バス鴨付町停留所下車（行き先は全て稲西車庫）
  - 名古屋市営地下鉄東山線中村公園駅から中村13で5分、または徒歩15分
  - 名古屋駅（バス停留所は笹島町）から栄24で20分
  - 名古屋駅太閤通口から中村13で20分
- 名鉄バス稲葉地本通停留所または稲葉地公園停留所下車
  - 名古屋駅（バス停留所は名鉄バスセンターまたは笹島町）から大坪・津島駅行き（安松経由）

## 真宗大谷派学校連合会
- 大学
  - 大谷大学
  - 京都光華女子大学
  - 大阪大谷大学
  - 同朋大学
  - 名古屋造形大学
  - 名古屋音楽大学
  - 愛知文教大学
  - 札幌大谷大学

## 公式サイト
- 公式ウェブサイト